# بادیل روزینگ
بادیل روزینگ (انگلیسی: Bodil Rosing; ۲۷ دسامبر ۱۸۷۷ – ۳۱ دسامبر ۱۹۴۱) هنرپیشه اهل ایالات متحده آمریکا بود.
از فیلم‌ها یا برنامه‌های تلویزیونی که وی در آن نقش داشته‌است می‌توان به گرند هتل، در جبهه غرب خبری نیست، بانوی برچسب‌خورده، نمی‌توانی این را با خودت ببری، والس بزرگ، فتح، و ملکه کریستینا اشاره کرد.